# 法国海外部分
法国海外部分（法語： 或 les Outre-mer），又称海外省及大区与海外集体（法語：départements et régions d'outre-mer et collectivités d'outre-mer，DROM-COM）或海外省与海外领土（法語：départements d'outre-mer et territoires d'outre-mer, DOM-TOM），是除欧洲法国本土外的法兰西共和国领土。这一部分继承自原先的法兰西殖民帝国，分布于南美洲、大洋洲、南极洲以及印度洋，实行着和本土不相同的政治和司法制度。
各海外部分在法國國民議會及法國參議院中都有自己的代表。所有海外部分的居民皆爲法國公民，因此有權選舉法國總統，以及參與歐洲議會選舉（2019年前，所有法國海外部分組成法國海外領土選區，但2019年之後，法國決定合併所有選區並以單一法國選區參加歐盟議會選舉）。
幾乎所有法國海外部分分別屬於法國海外省或海外集體。兩者在行政及法律上的差別巨大。海外省的地位與法國本土的省份地位一樣，唯一的差別只是海外省的地理位置不在歐洲。而根據法國憲法，所有在法國本土適用的法律，同時亦適用於海外省，除非有另外聲明，因此海外省並無權立法。但海外集體卻保留一定程度的立法權，除了某些方面爲法國中央政府負責（例如國防，國際關係，貿易與貨幣政策，司法及行政法等）。海外集體由法國海外部所負責，海外集體可建立當地議會，與法國議會及法國政府一共施政。（新喀里多尼亞既不是海外省，亦不是海外集體，而根據努美阿協定保持特殊地位。）
法國海外部分面積共119,396平方公里，佔法蘭西共和國面積的18%。海外部分有專屬經濟區 9,825,538 平方公里，佔全法國專屬經濟區面積的96.7%。 （以上數據均不包括法國南部和南極領地的阿黛利地。該島位於南極洲，而根據1959年南極洲條約，各國對南極洲的主權宣稱皆不被承認）

## 各海外部分不同的憲制地位

### 海外省
- 瓜德罗普（自1946年）
- 法屬圭亞那（自1946年）
- 馬提尼克（自1946年）
- 留尼汪（自1946年）
- 马约特（自2011年）
  - 1976年-2003年：特殊領土地位
  - 2001年-2003年：省級集體
  - 2003年-2011年：海外集體（但保留省級集體的名稱）
  - 2011年3月31日起，通過公投成爲海外省

### 海外集體
海外集體爲法國2003年3月28日憲法改革中新創造的行政單元。各海外集體皆有權爲地區立法。
- 法屬玻里尼西亞：1946年-2003年爲法國海外領土。2003年後爲海外集體。2004年被賦予“法蘭西共和國內部的海外國家”(法文：pays d'outre-mer)地位，並設立波利尼西亞總督一職爲政府元首（法文中該頭銜爲 Président），但非國家元首。法國憲法委員會解釋稱，該職設立並不產生新的行政單元。
- 聖皮埃爾和密克隆：1976年-1985年爲海外省；1985年-2003年爲特殊地位海外領土；2003年後爲海外集體。雖被定義爲海外集體，但其法文全稱爲“聖皮埃爾和密克隆領土集體”。
- 瓦利斯和富圖納：1961年-2003年爲海外領土；2003年開始成爲海外集體。但在法文語境依然經常被稱爲“領土”(Territoire des îles Wallis et Futuna——瓦利斯和富圖納群島領土)
- 法屬聖馬丁和聖巴泰勒米：2003年，兩地通過公投脫離瓜德羅普。[3]2007年2月7日，法國議會通過法令給予兩地海外集體地位。[4]根據里斯本條約，法屬聖馬丁仍屬歐盟。[5]

### 海外領土
- 法屬南部和南極領地：1956年起成爲法國的海外領土，同時亦是法國目前僅存的海外領土。根據2007年通過的法律，法屬印度洋諸島併入領地成爲其第五個行政區。

### 特殊集體
- 新喀里多尼亞：自1946年起爲海外領土，但1998年根據努美阿协议，1999年起該地享有特殊地位。居民同時擁有法國公民及新喀里多尼亞公民身份。法國計劃用15-20年將權力從中央政府下放當地。[6]

### 特殊地位
- 克利珀頓島：該島位於太平洋，是一面積僅有9平方公里的珊瑚島，距離墨西哥1,280公里。該地是法國政府的私有領地，直接由法國海外部管轄。

## 在法國議會的席位
2018年，所有法國海外部分的人口約有2,790,000人，佔整個共和國人口的4.1%。所有海外部分在法國議會（國民議會及參議院）皆有各自的代表。

### 在國民議會中的席位
海外部分在國民議會中有27個席位，佔所有577席位中的4.7%。
- 留尼汪：7席
- 瓜德羅普：4席
- 馬提尼克：4席
- 法屬波利尼西亞：3席
- 法屬圭亞那：2席
- 馬約特：2席
- 新喀里多尼亞：2席
- 法屬聖馬丁及聖巴泰勒米：1席
- 聖皮埃爾和密克隆：1席
- 瓦利斯和富圖納：1席

### 在參議院中的席位
海外部分在參議院中佔席21席，佔所有348席中的6.0%。
- 留尼汪：4席
- 瓜德羅普：3席
- 馬提尼克：2席
- 法屬波利尼西亞：2席
- 法屬圭亞那：2席
- 馬約特：2席
- 新喀里多尼亞：2席
- 法屬聖馬丁：1席
- 聖巴泰勒米：1席
- 聖皮埃爾和密克隆：1席
- 瓦利斯和富圖納：1席

## 列表
| 地区名             | 地区名             | INSEE编号 | 地位                  | 首府           | 面积 （平方公里） | 人口 ·  | 区划         | 时区               | 欧盟地位         |
| ------------------ | ------------------ | --------- | --------------------- | -------------- | ----------------- | ------- | ------------ | ------------------ | ---------------- |
| 瓜德罗普           |                    | 971       | 海外省                | 巴斯特尔       | 1,629             | 397,990 | 区, 县, 市镇 | UTC-4              | 外延地區         |
| 馬提尼克           |                    | 972       | 海外省                | 法兰西堡       | 1,128             | 380,877 | 区, 市镇     | UTC-4              | 外延地區         |
| 法屬圭亞那         |                    | 973       | 海外省                | 卡宴           | 86,504            | 259,865 | 区, 市镇     | UTC-3              | 外延地區         |
| 留尼汪             |                    | 974       | 海外省                | 圣但尼         | 2,512             | 850,727 | 区, 县, 市镇 | UTC+4              | 外延地區         |
| 马约特             |                    | 976       | 海外省                | 马穆楚         | 376               | 256,518 | 县, 市镇     | UTC+3              | 外延地區         |
| 圣皮埃尔和密克隆   |                    | 975       | 海外集体              | 圣皮埃尔       | 242               | 6,021   | 市镇         | UTC-3              | 域外國家和領土   |
| 聖巴泰勒米         |                    | 977       | 海外集体              | 居斯塔维亚     | 25                | 9,625   |              | UTC-4              | 域外國家和領土   |
| 法屬聖馬丁         |                    | 978       | 海外集体              | 马里戈         | 53                | 35,684  |              | UTC-4              | 外延地區         |
| 瓦利斯和富圖納     |                    | 986       | 海外集体              | 马塔乌图       | 140               | 12,197  | 区           | UTC+12             | 域外國家和領土   |
| 法屬玻里尼西亞     | 法屬玻里尼西亞     | 987       | 海外集体              | 帕皮提         | 4,200             | 275,918 | 區, 市镇     | UTC-10, -9:30, -9  | 域外國家和領土   |
| 新喀里多尼亞       |                    | 988       | 特殊集体              | 努美阿         | 18,575            | 268,767 | 省, 市镇     | UTC+11             | 域外國家和領土   |
| 法属南部和南极领地 | 法属南部和南极领地 | 984       | 海外领土 (无定居人口) | 由圣皮埃尔管理 | 439,672           | 196     | 區           | UTC+3, +4, +5, +10 | 域外國家和領土   |
| 克利珀頓島         | 法國               | 989       | 中央政府直接管理      |                | 7                 | 0       |              | UTC-8              | 歐洲聯盟特別領域 |

- 新喀里多尼亞、法屬玻里尼西亞、法屬南方和南極洲領地為正式旗幟。其他地區為非正式旗幟。

### 分列

#### 大洋洲
| 属地/海外省    | 首府       | 行政首长                 | 位置 |
| -------------- | ---------- | ------------------------ | ---- |
| 新喀里多尼亞   | 努美阿     | 新喀里多尼亞政府主席     |      |
|                | 马塔乌图   | 瓦利斯和富图纳高级行政官 |      |
| 法屬玻里尼西亞 | 帕皮提     | 法屬玻里尼西亞總督       |      |
| 克利珀頓島     | 克利珀顿岛 | 法國海外部部長           |      |

#### 非洲
| 属地/海外省 | 首府   | 行政首长   | 位置 |
| ----------- | ------ | ---------- | ---- |
| 马约特      | 馬穆楚 | 馬約特省長 |      |
| 留尼汪      | 聖但尼 | 留尼旺省長 |      |

#### 美洲
| 属地/海外省 | 首府       | 行政首长             | 位置 |
| ----------- | ---------- | -------------------- | ---- |
|             | 圣皮埃尔   | 聖皮埃爾和密克隆長官 |      |
|             | 開雲       | 法屬蓋亞那省長       |      |
| 法属圣马丁  | 马里戈     | 法屬聖馬丁行政長官   |      |
|             | 居斯塔维亚 | 聖巴泰勒米行政長官   |      |
|             | 巴斯特尔   | 瓜德羅普省長         |      |
|             | 法兰西堡   | 馬提尼克省長         |      |

#### 南极洲
| 属地/海外省        | 首府     | 行政首长 | 位置 |
| ------------------ | -------- | -------- | ---- |
| 法属南部和南极领地 | 聖皮埃爾 | 法國總統 |      |